# Vlag van Sint-Joost-ten-Node
De vlag van Sint-Joost-ten-Node is de gemeentelijke vlag van de Brusselse gemeente Sint-Joost-ten-Node. De beschrijving luidt:
Twee even lange banen van blauw en van rood.
De kleuren van de vlag komen uit het gemeentewapen.